# Estación Río Claro
Río Claro era una estación ubicada en la comuna chilena de Yumbel, que fue construida junto con el Ferrocarril Curicó- Chillán y luego el tramo Talcahuano-Chillán y Angol, e inaugurada en 1873. Luego pasó a formar parte de la Red Sur de la Empresa de los Ferrocarriles del Estado. Se encuentra la casa estación en el lado este. En el sector norte se encuentra el Puente Ferroviario Río Claro.
Actualmente la estación de Río Claro no se encuentra, ya que no cuenta con oficina de movilización y el edificio principal de la estación es utilizado como residencia, mientras que las vías secundarias fueron levantadas.